# Jacques Nissim Pacha

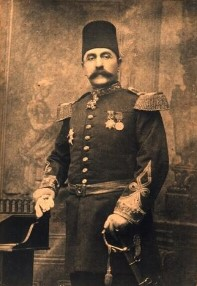
Jacques Pacha en uniforme.

Jacques Nissim Pacha, né à Salonique le 20 novembre 1850 et décédé dans cette même ville le 22 août 1903, est un médecin militaire de l'armée ottomane.
Issu d'une longue lignée de médecins sépharades, il effectue des études de médecine à Constantinople et fait ensuite sa carrière dans l'armée, servant en Serbie et dans le vilayet de Bosnie. Il porte le titre de pacha à partir de 1896 et est promu général de division en 1901, soit le plus haut grade auquel peut aspirer un non musulman dans l'armée ottomane. Il meurt de manière inattendue de septicémie en 1903 après avoir pansé un soldat blessé atteint de gangrène.

## Biographie

### Carrière
Jacques Nissim est issu d'une vieille famille de médecins juifs de Salonique dont les origines se situent en Italie. Son grand-père pratique la chirurgie et son père David Jacob Nissim est médecin.
Comme ses quatre frères, Abraham, Elias, Moïse et Daniel, il est envoyé à Constantinople pour effectuer ses études à l'École impériale de médecine. il en sort diplômé en 1874. Il exerce ensuite un an à l'hôpital Haydar Pacha puis est nommé adjudant major de première classe et attaché à un bataillon de réserve cantonné à Novi Pazar en Serbie ottomane. Il est ensuite cantonné avec son corps d'armée en Bosnie-Herzégovine. Jacques Nissim est nommé en 1877 médecin en second de l'hôpital central de Sarajevo. Il est ensuite attaché à l'hôpital  militaire de Salonique. En 1881 il devient médecin-major avec le grade de chef d'escadron. En 1886 il est élevé au rang de lieutenant colonel Jacques bey.
En 1888 il est promu colonel puis, en 1901, général de division soit le plus haut grade que peut atteindre un non musulman dans l'armée ottomane. En 1902, il est nommé inspecteur sanitaire des troupes du 3e corps d'armée et inspecteur d'hygiène publique et privée du vilayet de Salonique.
Il s'investit aussi dans les œuvres caritatives juives de Salonique. Il est vice-président de la société d'assistance aux pauvres malades Bikour-Holim et joue un rôle important dans la fondation de l'hôpital Hirsch, institution crée par le baron Maurice de Hirsch pour les besoins de la communauté juive de Salonique. Jacques Pacha a publié plusieurs études sur le paludisme dans le vilayet de Salonique et sur des questions de chirurgie dans la Gazette médicale d'Orient et dans des journaux de médecine militaire français.

### Décès
En août 1903, pendant de l'insurrection d'Ilinden–Préobrajénié, des affrontements ont lieu à Sorovitch en Macédoine, entre forces bulgares et armée ottomane. Les blessés ottomans sont évacués à l'hôpital militaire de Salonique où officie Jacques Pacha. En pansant un blessé atteint de gangrène, il contracte une infection et meurt de septicémie quelques jours plus tard le 22 août 1903.
Ses funérailles, organisées le 26 août, rassemblent une foule nombreuse. Y assistent les autorités civiles et militaires de Salonique ainsi que le corps consulaire et un grand nombre de Juifs de la ville. Sur sa tombe, dans le cimetière juif de Salonique, le gouvernement ottoman fait élever un monument funéraire, avec une inscription, en turc ottoman et en français, où il est indiqué :  

« Ci-gît son excellence Jacques pacha général de division médecin opérateur du III corps d'armée et inspecteur en chef sanitaire victime de son devoir, en donnant ses soins à un soldat atteint d'une blessure mortelle. Il fut cruellement arraché à l'affection de sa famille le 22 août 1903 à l'âge de 53 ans. Priez pour lui. »

Sa sépulture a été détruite lorsque la municipalité à procédé, avec l'assentiment de l'occupant allemand, à la destruction du cimetière juif pendant la Seconde Guerre mondiale.

## Décorations
- 5e classe de l'ordre du Médjidié en 1877
- 4e classe de l'ordre de l'Osmaniye en 1881
- 4e classe de l'ordre du Médjidié en 1887
- 3e classe de l'ordre du Médjidié en 1890
- 3e classe de l'ordre de l'Osmaniye en 1897[2]